# Bonneville-Aptot

Bonneville-Aptot este o comună în departamentul Eure, Franța. În 1 ianuarie 2022 avea o populație de 261 de locuitori.